# Belgium a 2002. évi téli olimpiai játékokon
Belgium az egyesült államokbeli Salt Lake Cityben megrendezett 2002. évi téli olimpiai játékok egyik részt vevő nemzete volt. Az országot az olimpián 3 sportágban 6 sportoló képviselte, akik érmet nem szereztek.

## Gyorskorcsolya
Férfi
| Versenyző     | Versenyszám | Eredmény | Helyezés |
| ------------- | ----------- | -------- | -------- |
| Bart Veldkamp | 5000 m      | 6:25,88  | 8.       |
| Bart Veldkamp | 10 000 m    | 13:27,48 | 9.       |

## Műkorcsolya
| Versenyző            | Versenyszám  | Rövid program     | Rövid program | Rövid program | Kűr               | Kűr   | Kűr         | Összesítés         | Összesítés |
| Versenyző            | Versenyszám  | Több. hely. száma | Hely.         | Hely. pont.   | Több. hely. száma | Hely. | Hely. pont. | Helyezési pontszám | Helyezés   |
| -------------------- | ------------ | ----------------- | ------------- | ------------- | ----------------- | ----- | ----------- | ------------------ | ---------- |
| Kevin Van der Perren | Férfi egyéni | 6×13+             | 13.           | 6,5           | 5×12+             | 13.   | 13,0        | 19,5               | 12.        |

## Rövidpályás gyorskorcsolya
Férfi
| Versenyző                                                | Versenyszám  | Előfutam | Előfutam | Negyeddöntő | Negyeddöntő | Elődöntő | Elődöntő | B döntő  | B döntő  | Döntő   | Döntő   | Helyezés |
| Versenyző                                                | Versenyszám  | Idő      | Hely.    | Idő         | Hely.       | Idő      | Hely.    | Idő      | Hely.    | Idő     | Hely.   | Helyezés |
| -------------------------------------------------------- | ------------ | -------- | -------- | ----------- | ----------- | -------- | -------- | -------- | -------- | ------- | ------- | -------- |
| Wim De Deyne                                             | 500 m        | 43,205   | 2.       | 41,832      | 2.          | 42,823   | 4.       | 42,961   | 2.       |         |         | 7.       |
| Wim De Deyne                                             | 1000 m       | 1:30,950 | 1.       | 1:27,785    | 4.          | kiesett  | kiesett  | kiesett  | kiesett  | kiesett | kiesett | 11.      |
| Simon Van Vossel                                         | 500 m        | 43,119   | 1.       | kizárták    | kizárták    | kiesett  | kiesett  | kiesett  | kiesett  | kiesett | kiesett | 13.      |
| Simon Van Vossel                                         | 1500 m       | kizárták | kizárták |             |             | kiesett  | kiesett  | kiesett  | kiesett  | kiesett | kiesett | kiesett  |
| Pieter Gysel                                             | 1000 m       | 1:31,290 | 4.       | kiesett     | kiesett     | kiesett  | kiesett  | kiesett  | kiesett  | kiesett | kiesett | 24.      |
| Pieter Gysel                                             | 1500 m       | 2:24,161 | 4.       |             |             | kiesett  | kiesett  | kiesett  | kiesett  | kiesett | kiesett | 21.      |
| Wim De Deyne Pieter Gysel Ward Janssens Simon Van Vossel | 5000 m váltó |          |          |             |             | 6:56,389 | 4.       | kizárták | kizárták |         |         | 7.       |